# Bice Vanzetta
Bice Vanzetta (ur. 7 marca 1961 r. w Cavalese) – włoska biegaczka narciarska, dwukrotna medalistka olimpijska i dwukrotna medalistka mistrzostw świata.

## Kariera
Igrzyska olimpijskie w Calgary w 1988 były jej olimpijskim debiutem. Zajęła tam 17. miejsce w biegu na 10 km techniką klasyczną, co jest jej najlepszym indywidualnym wynikiem olimpijskim. Na igrzyskach olimpijskich w Albertville wywalczyła wraz z Manuelą Di Centą, Gabriellą Paruzzi i Stefanią Belmondo brązowy medal w sztafecie 4 × 5 km. W swoim najlepszym starcie na tych igrzyskach, w biegu pościgowym, zajęła 20. miejsce. Dwa lata później, na igrzyskach olimpijskich w Lillehammer włoska sztafeta, w tym samym składzie co w Albertville, ponownie zdobyła brązowy medal. Indywidualnie jej najlepszym wynikiem było 19. miejsce w biegu na 5 km techniką klasyczną.
W 1987 r. zadebiutowała na mistrzostwach świata, biorąc udział w mistrzostwach w Oberstdorfie. Zajęła tam 13. miejsce w biegach na 5 km techniką klasyczną oraz 20 km techniką dowolną. Podczas mistrzostw świata w Val di Fiemme zdobyła swój pierwszy medal zajmując wspólnie z Di Centą, Paruzzi i Belmondo srebrny medal w sztafecie. Indywidualnie była dwunasta w biegu na 5 km stylem klasycznym. Dwa lata później, na mistrzostwach świata w Falun Włoszki w tym samym składzie ponownie zostały wicemistrzyniami świata w sztafecie. Na tych samych mistrzostwach Vanzetta w swoim najlepszym starcie, w biegu na 5 km stylem klasycznym, zajęła 22. miejsce.
Najlepsze wyniki w Pucharze Świata osiągnęła w sezonie 1992/1993, kiedy to zajęła 24. miejsce w klasyfikacji generalnej.
Jej brat Giorgio Vanzetta również był biegaczem narciarskim, medalistą olimpijskim i medalistą mistrzostw świata.

## Sukcesy

### Igrzyska olimpijskie
| Miejsce | Dzień     | Rok  | Miejscowość | Konkurencja             | Czas biegu | Strata  | Zwyciężczyni      |
| ------- | --------- | ---- | ----------- | ----------------------- | ---------- | ------- | ----------------- |
| 17.     | 14 lutego | 1988 | Calgary     | 10 km stylem klasycznym | 30:08,3    | +1:26,2 | Vida Vencienė     |
| DNF     | 9 lutego  | 1992 | Albertville | 15 km stylem klasycznym | 42:20,8    | -       | Lubow Jegorowa    |
| 28.     | 13 lutego | 1992 | Albertville | 5 km stylem klasycznym  | 14:13,8    | +1:14,6 | Marjut Lukkarinen |
| 20.     | 15 lutego | 1992 | Albertville | 5+10 km pościgowy       | 40:07,7    | +2:55,0 | Lubow Jegorowa    |
| 3.      | 17 lutego | 1992 | Albertville | Sztafeta 4 × 5 km       | 59:34,8    | +51,1   | WNP               |
| 19.     | 15 lutego | 1994 | Lillehammer | 5 km stylem klasycznym  | 14:08,8    | +1:12,5 | Lubow Jegorowa    |
| 34.     | 17 lutego | 1994 | Lillehammer | 5+10 km pościgowy       | 41:38,9    | +5:04,5 | Lubow Jegorowa    |
| 3.      | 21 lutego | 1994 | Lillehammer | Sztafeta 4 × 5 km       | 57:12,5    | +1:30,1 | Rosja             |

### Mistrzostwa świata
| Miejsce | Dzień     | Rok  | Miejscowość   | Konkurencja             | Czas biegu | Strata  | Zwyciężczyni        |
| ------- | --------- | ---- | ------------- | ----------------------- | ---------- | ------- | ------------------- |
| 13.     | 16 lutego | 1987 | Oberstdorf    | 5 km stylem klasycznym  | 14:45,7    | ?       | Marjo Matikainen    |
| 5.      | 18 lutego | 1987 | Oberstdorf    | Sztafeta 4 × 5 km       | 58:08,8    | +1:58,9 | ZSRR                |
| 13.     | 20 lutego | 1987 | Oberstdorf    | 20 km stylem dowolnym   | 57:20,5    | +2:07,8 | Marie-Helene Westin |
| 12.     | 12 lutego | 1991 | Val di Fiemme | 5 km stylem klasycznym  | 14:04,2    | ?       | Trude Dybendahl     |
| 2.      | 14 lutego | 1991 | Val di Fiemme | Sztafeta 4 × 5 km       | 55:36,6    | +45,9   | ZSRR                |
| 26.     | 19 lutego | 1993 | Falun         | 15 km stylem klasycznym | 44:49,0    | +4:19,8 | Jelena Välbe        |
| 22.     | 21 lutego | 1993 | Falun         | 5 km stylem klasycznym  | 14:07,6    | +51,4   | Łarisa Łazutina     |
| 29.     | 23 lutego | 1993 | Falun         | 5+10 km pościgowy       | 40:19,0    | +2:31,0 | Stefania Belmondo   |
| 2.      | 25 lutego | 1993 | Falun         | Sztafeta 4 × 5 km       | 54:15,7    | +19,4   | Rosja               |
| 33.     | 27 lutego | 1993 | Falun         | 30 km stylem dowolnym   | 1:22:41,3  | +8:48,0 | Stefania Belmondo   |

### Puchar Świata

#### Miejsca w klasyfikacji generalnej
- sezon 1985/1986: 47.
- sezon 1986/1987: 37.
- sezon 1990/1991: 42.
- sezon 1991/1992: -
- sezon 1992/1993: 24.
- sezon 1993/1994: 43.

#### Miejsca na podium
Vanzetta nigdy nie stanęła na podium zawodów Pucharu Świata.